# Derek Mills-Roberts
Derek Mills-Roberts, né le 23 novembre 1908 et mort le 1er octobre 1980 , est un brigadier de l'Armée de terre britannique pendant la Seconde Guerre mondiale. Adjoint de Lord Lovat aux commandos de la 1st Special Service Brigade, il participe au raid de Dieppe en août 1942 et au débarquement de Normandie le 6 juin 1944. Il prend le commandement de la brigade après la blessure de Lovat.
Dans l’histoire militaire de la Seconde Guerre mondiale, il est connu pour avoir été le seul soldat allié à avoir frappé un officier général ennemi en utilisant son insigne de grade : en effet, au moment de la capture du Generalfeldmarschall Erhard Milch, il lui brise sur la tête le bâton de maréchal que celui-ci lui montre en justification de son rang.

## Biographie

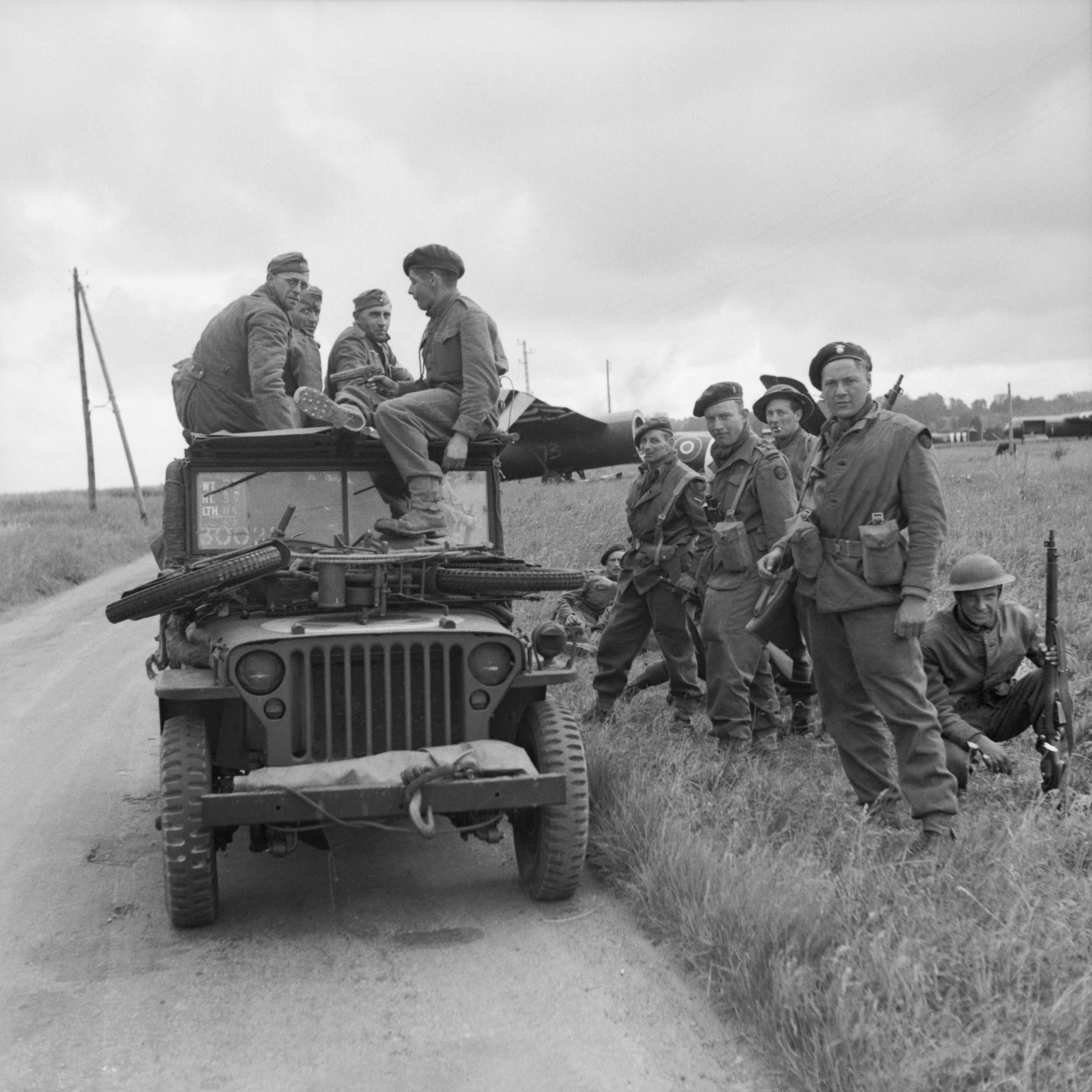
Le 7 juin 1944 près de Ranville en Normandie, Derek Robert-Mills, debout au premier plan à droite, et une partie de son commando viennent de faire prisonniers des soldats allemands, qu'ils gardent sur la Jeep. En arrière-plan des planeurs d’assaut au sol.

### Jeunesse
Avocat, c'est lors de ses études à  l'université d'Oxford qu'il rencontre Lord Lovat au début desannées 1930. Leur amitié démarre mal car ils en viennent à échanger des coups, à la suite d’une dispute, conséquence d'une rivalité, mais ils deviennent ensuite des amis proches.
Après l'obtention de son diplôme d’Oxford, Mills-Roberts travaille dans le cabinet d’avocats de son père.
Le 3 octobre 1936, il est versé dans le corps de réserve de l’Irish Guards en tant que sous-lieutenant car il a été aspirant lorsqu'il était à Oxford.

### Deuxième Guerre mondiale
Au début du conflit, en avril 1940, Mills-Roberts participe avec le 1er bataillon de l'Irish Guards au débarquement de Narvik en Norvège. De retour en Angleterre, il demande à être versé dans les commandos nouvellement créés. C'est là qu'il retrouve Lovat qui en fait son adjoint au 4e commando. Le 19 août 1942, Mills-Roberts participe au raid de Dieppe. Avec Lovat, il détruit la batterie 813 de Varengeville-sur-Mer. Ils réalisent ainsi la seule victoire de l'opération Jubilee, qui a échoué sur les autres plages. À la fin de 1942, il est promu lieutenant-colonel en prenant le commandement du 6e commando, en Afrique du Nord.
De retour en Grande-Bretagne, son 6e commando est incorporé à la 1st Special Service Brigade. C'est à la tête de son commando qu'il débarque le 6 juin 1944 sur la plage de Sword Beach : l'objectif de la brigade est de faire la jonction avec les troupes aéroportées qui se sont emparérs des ponts sur l'Orne et son canal. C'est au son du joueur de cornemuse personnel de lord Lovat (Bill Millin) qu'ils réussissent la jonction avec la 6th Airborne à Pegasus Bridge. Après la prise de « Le Plain », dans le cadre de la bataille de Bréville (en), les commandos s'enterrent pour tenir le front à l'est de la zone de débarquement et protéger les opérations que le général Bernard Montgomery met sur pied pour prendre la ville de Caen. Le 12 juin, Mills-Robert prend le commandement de la 1re brigade après l'évacuation sur blessure grave de Lovat. Ce n'est que le 19 août que Mills-Roberts reprend le combat avec l'opération Paddle pour libérer le pays d'Auge.[réf. souhaitée]
Le 15 avril 1945, il participe à la libération du camp de concentration de Bergen-Belsen et c’est après celle-ci qu'il est amené à briser son bâton de maréchal sur la tête du Generalfeldmarschall Erhard Milch.
En juin 1945, il est promu brigadier à titre temporaire.

## Décorations
- Commander of the British Empire,
- Distinguished Service Order and Bar,
- Military Cross,
- Légion d'honneur,
- Croix de guerre 1939-1945.